# Річард Хогланд
Річард Хогланд (Річард Чарльз Хогланд, англ. Richard Charles Hoagland, нар. 25 квітня 1945) — американський письменник і прихильник різних теорій змови про НАСА, втрачені інопланетні цивілізації на Місяці і Марсі та інших суміжних тем. Його дослідження стверджують, що просунуті цивілізації існують або колись існували на Місяці, Марсі та на деяких супутниках Юпітера й Сатурна, а НАСА та уряд Сполучених Штатів змовилися тримати ці факти у таємниці. Він виступає за свої ідеї в двох виданих книгах, кількох відеокасетах, лекціях, інтерв'ю та пресконференціях. Його погляди ніколи не були опубліковані в спеціальних журналах. Хогланд був описаний Джеймсом Обергом у вільній публікації «Космічний огляд» і Філом Плетом у книзі «Погана астрономія» астрономії як конспірологічний теоретик і «мислитель за гранню».